# Bachmoetka
De Bachmoetka (Oekraïens: Бахму́тка) is een 91 km lange rivier in de Oblast Donetsk in Oekraïne, die op 259 m hoogte ontspringt ten noorden van Horlivka en 5 km voorbij Seversk op 56 m hoogte uitmondt in de Severski Donets. De Bachmoetka is genoemd naar de stad  Bachmoet waar ze doorheen stroomt.
Tijdens de Russische invasie van Oekraïne in 2022 vormde de Bachmoetka de frontlijn. 